# رافائل هتشیمیر
رافائل هتشیمیر (انگلیسی: Rafael Hettsheimeir؛ زادهٔ ۱۶ ژوئن ۱۹۸۶) بازیکن تیم ملی بسکتبال برزیل است.